# میتسوبا کورپوریشن
میتسوبا کورپوریشن (انگلیسی: Mitsuba Corporation) شرکت خودروسازی ژاپنی است، که در سال ۱۹۴۶ تأسیس شد.